# Лез-Абре-ан-Дофіне
Лез-Абре-ан-Дофіне (фр. Les Abrets en Dauphiné) — муніципалітет у Франції, у регіоні Овернь-Рона-Альпи, департамент Ізер. Лез-Абре-ан-Дофіне утворено 1 січня 2016 року шляхом злиття муніципалітетів Лез-Абре, Ла-Баті-Дівізен i Фітільє. Адміністративним центром муніципалітету є Лез-Абре. Населення — 6576 осіб (01.01.2021).